# NaCl (Software)
NaCl (gesprochen Salz) und das darauf basierende Sodium, auch libsodium genannt, sind Kryptographie-Programmbibliotheken, die modern, leicht zu nutzen, sicher, schnell, frei und Open-Source-Software sind.
Sie werden in Discord, Dovecot, KeePassXC, PowerDNS, Saltstack, Stellar, Threema, Tox, Wire und WordPress verwendet. Sodium gehört seit 2017 zum Sprachkern von PHP.
Die Bibliotheken bieten unter anderem Funktionen für drei Hasharten sowie jeweils symmetrische und asymmetrische Authentifizierung, Ver- und Entschlüsselung.

## NaCl
Das NaCl-Kernentwicklerteam besteht aus Daniel J. Bernstein, Tanja Lange und Peter Schwabe. NaCl ist in C programmiert, einige geschwindigkeitskritische Teile in Assembler. Für die Programmiersprachen C, C++ und Python gibt es Schnittstellen, unterstützt werden aber nur unixoide Betriebssysteme.

## Sodium
Sodium ist eine Weiterentwicklung von NaCl, das zusätzliche Betriebssysteme und Schnittstellen zu über 30 Programmiersprachen unterstützt. Nicht zuletzt durch die Aufnahme von Sodium in den Sprachkern von PHP im Jahr 2017 hat seine Verbreitung stark zugenommen.

## Namen
NaCl ist die Abkürzung von „Networking and Cryptography Library“ (Netzwerk- und Kryptographiebibliothek); es stellt keine Netzwerkfunktionen bereit, kann aber von Netzwerksoftware verwendet werden. Salz in der Kryptologie bezeichnet eine zusätzliche Zeichenfolge bei Passwörtern. Speisesalz ist Natriumchlorid mit der chemischen Formel NaCl, was die Aussprache „Salz“ der NaCl-Bibliothek erklärt. Das in Speisesalz enthaltene Natrium wird auch Sodium genannt. Die häufig verwendete Variante „libsodium“ entspricht der Linux-Namenskonvention für dynamische Bibliotheken.